# Dorosoma
Genre
Dorosoma est un genre de poissons de la famille des Dorosomatidae. Ces espèces, originaires des Amériques, se rencontrent dans tous les milieux depuis l'eau douce jusqu'à l'eau de mer.

## Liste des espèces
Selon World Register of Marine Species (18 janvier 2025) :
- Dorosoma anale Meek, 1904
- Dorosoma cepedianum (Lesueur, 1818) - Alose à gésier américaine, Alose américaine ou Alose noyer
- Dorosoma chavesi Meek, 1907
- Dorosoma petenense (Günther, 1867) - Alose fil
- Dorosoma smithi Hubbs & Miller, 1941 - Alose du Pacifique

## Systématique
Le nom valide complet (avec auteur) de ce taxon est Dorosoma Rafinesque, 1820.
Dorosoma a pour synonymes :
- Chatoessus Cuvier, 1829
- Chatoesus
- Signalosa Evermann & Kendall, 1898